# 4631 Yabu
4631 Yabu è un asteroide della fascia principale. Scoperto nel 1987, presenta un'orbita caratterizzata da un semiasse maggiore pari a 2,2337438 UA e da un'eccentricità di 0,1243440, inclinata di 7,41249° rispetto all'eclittica.